# Linea Bajraliu
Linea Bajraliu (* 11. Januar 2007) ist eine schwedische Tennisspielerin.

## Karriere
Bajraliu begann mit fünf Jahren mit dem Tennisspielen und spielt hauptsächlich auf Turnieren der ITF Women’s World Tennis Tour, bei der sie bislang zwei Doppeltitel gewinnen konnte.

## Turniersiege

### Doppel
| Nr. | Datum           | Turnier | Kategorie | Belag             | Partnerin               | Finalgegnerinnen                             | Ergebnis         |
| --- | --------------- | ------- | --------- | ----------------- | ----------------------- | -------------------------------------------- | ---------------- |
| 1.  | 1. Mai 2024     | Båstad  | ITF W35   | Sand              | Bella Bergkvist Larsson | Jacqueline Cabaj Awad Caijsa Wilda Hennemann | 4:6, 6:2, [10:2] |
| 2.  | 11. Januar 2025 | Oslo    | ITF W15   | Hartplatz (Halle) | Joy de Zeeuw            | Amelia Rajecki Katarína Strešnáková          | 6:3, 6:0         |